# دهستان کوهدشت شرقی
دهستان کوهدشت شرقی یکی از دهستان‌های شهرستان میاندورود در استان مازندران ایران است. این دهستان در بخش مرکزی شهرستان میاندورود قرار دارد و براساس سرشماری مرکز آمار ایران در سال ۱۳۹۵، جمعیت آن ۵۱۷۳ نفر (در ۱۱۷۳خانوار) بوده‌است.